# Escalante (departement)
Escalante is een departement in de Argentijnse provincie Chubut. Het departement (Spaans:  departamento) heeft een oppervlakte van 14.015 km² en telt 143.689 inwoners.

## Plaatsen in departement Escalante
- Acceso Norte
- Astra
- Bahía Bustamante
- Barrio Militar - Aeropuerto
- Caleta Córdova
- Caleta Olivares
- Campamento El Tordillo
- Castelli
- Ciudadela
- Cuarteles
- Comferpet
- Comodoro Rivadavia
- Diadema Argentina
- Don Bosco km 8
- El Trébol
- Escalante
- Gasoducto
- General Mosconi km 3
- Güemes
- Laprida
- Manantiales Rosales
- Pampa del Castillo
- Pampa Salamanca
- Pico Salamanca
- Próspero Palazzo
- Presidente Ortiz km 5
- Puerto Visser
- Rada Tilly
- Restinga Alí
- Rocas Coloradas
- Rodríguez Peña
- Río Chico (Escalante)
- Saavedra
- Sarmiento
- 25 de Mayo
- Villa S.U.P.E